# مرجع
مرجع (بالإنجليزية: Reference) يُعرف المرجع لغويا في اللغة العربية (بأنه الموضع أو المكان الذي يرجع إليه شيء من الأشياء أو الذي يرد إليه أمر من الأمور، مثل الكتاب مرجع لمن يريد الإطلاع والقراءة أو البحث عن المعرفة). ويعرف المرجع لغويا في اللغة الإنجليزية بأنه الإحالة إلي معلومات معينة في كتاب أو مقالة، والعلاقة التي تشير إلي مكان وجود المعلومات في كتاب أو تحيل إلي كتاب آخر، ما يستخدم لغرض المراجعة أو الاستشارة.
وهناك كلمة متقاربة في معناها اللغوي لكلمة مرجع وهي كلمة مصدر Source ويعرف المصدر لغويا في اللغة العربية بأنه الموضع أو المكان الذي يرجع إليه لأعلي مقدم كل شيء وأوله. يعرف المصدر لغويا في اللغة الإنجليزية بأنه أي عمل علمي يمد بالمعلومات، خاصة الأعمال الأصلية.
ومن الواضح أن الدلالة اللغوية لكلمة مصدر متقاربة للدلالة اللغوية لكلمة مرجع فكلاهما موضعا للرجوع إليه، وتزيد عليها أن الرجوع إلي المصدر يرتبط بالأشياء الأساسية أو الأولية بالنسبة لموضوع البحث وهو معنى أضيق من المعنى اللغوي لكلمة مرجع.

## التعريف الاصطلاحي في دراسات المكتبات والمعلومات
-يُعرف المكتبييون المراجع Books Reference: بأنها (الأوعية التي وضعت لتستشار أو ليرجع إليها بشأن معلومة أو معلومات معينة استجابة لمشكلة أو موقف يتطلب تلك المعلومات) مثل القاموس الذي يرجع إليه الفرد لتحديد معني كلمة معينة أو طريقة نطقها أو التعرف علي الاستخدام الصحيح لها أو علي مشتقاتها، (مثل قاموس البنهاوي الموسوعي في مصطلحات المكتبات والمعلومات - شعبان عبد العزيز خليفة).
-وقد عرف "الدكتور سعد الهجرسي "المراجع": بأنها (الكتب التي تملك من طبيعة التنظيم ومن المعلومات ما يجعلها غير صالحة لأن تقرأ من أولها إلي أخرها ككيان فكري عام مترابط ولكنها تصلح ليرجع إليها الباحث أو القارئ بشأن معلومة أو معلومات معينة).
ويقوم هذا التعريف علي عنصري «الطبيعة» الخاصة في الكتاب المرجعي والتي تعتمد علي قطبي المعلومات نفسها وطريقة تنظيمها، ويضم ثانيا عنصر «الاستخدام» الذي جاء نتيجة منطقية لهذه الطبيعة.
-وجاء في قاموس (ODLIS) أن الكتاب المرجعي Reference book هو ذلك الكتاب الذي صمم ليستشار عند الحاجة إلى المعلومات، بخلاف الكتب التي تقرأ من أولها إلى أخرها (من الغلاف إلى الغلاف cover to cover) وتوضع هذه الفئة من الأوعية في أماكن خاصة داخل المكتبة ولا يسمح بإعارتها خارج المكتبة؛ لأن هذه المواد ضرورية لأخصائي المراجع حيث يستعين بها في تقديم خدماته للمستفيدين والإجابة على تساؤلاتهم.
نستخلص من التعريفات السابقة أن الكتاب المرجعي هو:
1-الكتاب الذي وضع ليستشار من أجل معلومة أو معلومات معينة.
2-لا يقرأ بأكمله قراءة متتابعة.
3-وحداته غير مترابطة بحيث إذا سقطت إحداها لا تتأثر الوحدات الأخرى.
4-مرتبة بطريقة معينة تعمل على تيسير استخدامه والوصول إلى المعلومات المطلوبة بسرعة.
5-توضع في مكان خاص بالمكتبة، ولا يسمح بإعارتها خارج المكتبة.
والمكتبيون قد تعودوا أن يعرفوا المرجع في إطار ما تعودوه من المراجع المطبوعة أو التقليدية، فيقولون «هو الكتاب الذي بطبيعة تنظيمه وبطبيعة المعلومات الموجودة فيه، لم يوضع لكي يقرأ من أوله إلي آخره قراءة تتابعيه مستمرة، ولكنه وضع لكي تؤخذ منه معلومة أو معلومات معينة، استجابة لمشكلة أو موقف يتطلب تلك المعلومات». والحقيقة أن جوهر هذا التعريف ينطبق تماما علي المرجع التقليدي المطبوع، كما ينطبق علي المرجع المحسب حيث أن الاختزان الإلكتروني للمعلومات، سواء الببليوجرافية منها أو غير الببليوجرافية، وما يرتبط به من ضرورة وجود نظام للاسترجاع، يؤدي بالضرورة إلي تحقيق الوظيفة الموجودة في المراجع التقليدية المطبوعة، وهي قدرتها علي إمداد الباحث والمستفيد بما يتطلع إليه من المعلومات في أقل وقت ممكن.
وكلمة المراجع أصبحت في السنين الأخيرة، تستعمل بين جميع المثقفين بصفة عامة في مدلول شبه اصطلاحي يعني: كل ما يستعين به الباحث أو المؤلف أو كاتب المقالة، ويسجله في نهاية بحثه أو كتابه أو مقالته، أو يذكره في ثنايا كتابته علي هيئة هوامش سفلية، وهذا المدلول شبه الاصطلاحي هو أوسع ما استعملت فيه الكلمة بعد الاستعمال اللغوي، لأن هذا المدلول لا يقتصر علي طائفة معينة من الباحثين أو المثقفين، ولا يختص بموضوع أو بميدان في مجالات الدراسات والبحوث.ويعرف المرجع: هو نمط متميز من مصادر المعلومات ترتب فيه المعلومات بطريقه معينه لاتسمح بقراءة الوعاء من اوله الي آخره وإنما يتيح له فرصه التقاط المعلومات.

## أما الأوعية غير المرجعية
فهي (الأوعية التي وضعت لتقرأ في تتابع بغرض الاستزادة من المعلومات أو تزجية وقت الفراغ أو الترويح عن النفس) مثل قصة لمؤلف معين، والكتب التي تتناول بالبحث مبادئ أو نظريات خاصة بالعلم أو الفلسفة أو الاقتصاد أو الأدب أو القصص وهذه كلها تقرأ كاملة.

## أما تعريف الأوعية الشبه مرجعية
فهي ليست أوعية مرجعية لأنها تقرأ من أولها إلي أخرها في ترابط تتبعي، ومن ناحية أخرى فهي شاملة من حيث المدي الذي تغطيه، ودقيقة مركزة في تناولها للموضوعات التي تبحثها، ومزودة بوسائل تنظيمية تسهل للقارئ الوصول إلي المعلومات التي بداخلها بسرعة وبسهولة ومن ثم فهي أوعية مرجعية ومن ثم فيطلق عليها الأوعية الشبه مرجعية.مثل المطبوعات الحكومية، ومجموعات القوانين والتشريعات.
وجدير بالذكر أن المراجع أصبحت تتوافر في عدة أشكال، فهي قد تكون في شكل مطبوع وهو الشكل التقليدي الشائع، وقد تكون علي أقراص مدمجة، وقد تكون متاحة كقاعدة بيانات محسبة، أو ملف إلكتروني علي شبكة الإنترنت.

## وقد عرف المكتبيين المصادر Reference Sources
بأنها تعني جميع الأوعية الفكرية التي تضمها المكتبة والتي يلجأ إليها الباحث للحصول علي المعلومات سواء أكانت مراجع أو لم تكن.
وتجدر الإشارة إلى أن الكتب السماوية تعد مصادر وليست مراجع لأنها متكاملة فكريا، أما في حالة أخذ المعانى وتفسيرها فانها تعتبر مراجع ومثال ذلك الكشافات فالكشافات هنا هي المراجع، ولكن هذه الكتب في الأصل هي مصادر ولذلك لا يصطلح على القرآن الكريم أنه مرجع ولكن مصدر.
ويفضل استخدام لفظ الأوعية المرجعية للدلالة علي المراجع بشكليها التقليدي وغير التقليدي بدلا من استخدام الكتب المرجعية التي تنطبق علي المرجع التقليدي المطبوع.

## فئات الأوعية المرجعية
هناك أكثر من أساس لتقسيم الأوعية المرجعية إلي فئات:
1- من حيث التخصص الموضوعي: يمكن تقسيم المراجع إلي (مراجع عامة) وهي التي تكون أعم من أن تندرج تحت مجال محدد أو موضوع معين أي تعالج كافة موضوعات المعرفة البشرية، (مراجع متخعلي ليصير صصة) وهي التي تقتصر في تغطيتها علي مجال محدد أو موضوع معين.
2- من حيث الوظائف التي تقدمها المراجع: أي تقسيم المراجع إلي فئات تؤدي كل فئة منها وظيفة معينة وطبقا لهذا الأساس الوظيفي فإن المراجع تقسم إلي الفئات المرجعية التالية:
أ- مراجع تقدم معلومات عن الألفاظ والمفاهيم:
-القواميس Dictionaries
-دوائر المعارف Encyclopedias
-مختصرات الحقائق Handbooks
-الحوليات والكتب السنوية Yearbooks
-الموجزات الإرشادية Manuals
ب- مراجع تقدم معلومات عن الكيانات:
-معاجم الأشخاص أو التراجم Biographical Dictionaries
-المعاجم الجغرافية. Geographical Dictionaries
-الأدلة (أدلة الهيئات، أدلة الأماكن، أدلة الأفراد) Directories
ج- مراجع تقدم معلومات عن أوعية المعلومات:
-الببليوجرافيات.Bibliographies
-الكشافات والمستخلصات.Indexes and Abstracts
-البوابات المرجعية Portals
- قواعد البيانات Databases
مُرجَّع: (اسم)
- المَرجِعُ: رجوع، عودة
- المَرجِعُ: محلُّ الرجوع
- المَرجِعُ: الأَصلُ
- المَرجِعُ: أَسفلُ الكتف
- المَرجِعُ: ما يرجع إِليه في علم أَو أَدب، من عالم أَو كتاب
- اسم مكان من رجَعَ
- اسم زمان من رجَع: وقت الرُّجُوع
- المرجع:[4] موسوعة القارئ العربي